# Jefferson Davis Brodhead
Jefferson Davis Brodhead (* 12. Januar 1859 in Easton, Pennsylvania; † 23. April 1920 in Washington, D.C.) war ein US-amerikanischer Politiker. Zwischen 1907 und 1909 vertrat er den Bundesstaat Pennsylvania im US-Repräsentantenhaus.

## Werdegang
Jefferson Brodhead war der Sohn von US-Senator Richard Brodhead (1811–1863). Er besuchte die öffentlichen Schulen seiner Heimat. Nach einem anschließenden Jurastudium und seiner 1881 erfolgten Zulassung als Rechtsanwalt begann er in Stroudsburg in diesem Beruf zu arbeiten. Im Jahr 1889 wurde er Bezirksstaatsanwalt im Northampton County. Politisch schloss er sich der Demokratischen Partei an.
Bei den Kongresswahlen des Jahres 1906 wurde Brodhead im 26. Wahlbezirk von Pennsylvania in das US-Repräsentantenhaus in Washington gewählt, wo er am 4. März 1907 die Nachfolge des Republikaners Gustav A. Schneebeli antrat. Da er im Jahr 1908 von seiner Partei nicht mehr zur Wiederwahl nominiert wurde, konnte er bis zum 3. März 1909 nur eine Legislaturperiode im Kongress absolvieren.
Nach dem Ende seiner Zeit im US-Repräsentantenhaus praktizierte Brodhead als Anwalt in South Bethlehem. Im Jahr 1914 wurde er Richter im Northampton County. Er starb am 23. April 1920 in der Bundeshauptstadt Washington und wurde in seiner Geburtsstadt Easton beigesetzt.